# Kureczka polinezyjska
Kureczka polinezyjska (Zapornia nigra) – gatunek małego ptaka z rodziny chruścieli (Rallidae). Występował na Tahiti, znany jest wyłącznie z dwóch ilustracji, z czego jedna jest prawdopodobnie kopią poprzedniej. Uznany za wymarłego.

## Taksonomia
Po raz pierwszy gatunek został wspomniany przez angielskiego ilustratora Johna Fredericka Millera w 1784 w dziele Various subjects of Natural History, wherein are delineated Birds, Animals and many curious Plants. Pozycja ta, niezwykle rzadka, zawierała tablicę barwną podpisaną Rallus nigra. Wpleciony między tablice tekst informował wyłącznie o nazwie i miejscu pozyskania holotypu: Otaheite (dawna nazwa Tahiti). Averil Margaret Lysaght przekonana była, że przedstawia ona występującą powszechnie w Australii i Oceanii kureczkę posępną (Zapornia tabuensis) i uznała nazwę R. nigra za synonim. Jednak kureczka polinezyjska uwieczniona została jeszcze przed tablicą Millera. Uwiecznił ją Georg Forster, który odkrył ten gatunek podczas drugiej podróży Jamesa Cooka. Bazując na ubarwieniu przedstawionego ptaka, Lysaght nie miała racji i na żadnej z ilustracji nie widniała kureczka posępna. Tablica barwna została później powielona przez Millera w Cimelia Physica (1796) – dziele wydanym w roku śmierci jej autora. Zachowało się więcej kopii niż w przypadku pierwowzoru. Obecnie (2021) kureczka polinezyjska umieszczana jest w rodzaju Zapornia, wcześniej często zaliczano ją do rodzaju Porzana.

## Morfologia
W Cimelia Physica prócz tablicy barwnej zamieszczono również tekst dotyczący kureczki polinezyjskiej. Na tablicy barwnej przedstawiona została w naturalnej wielkości (długość ciała około 15 cm). Na oryginalnej tablicy widniał ptak w całości czarny, o kolorze węgla drzewnego. Pióra zdają się mieć różne natężenie barwy, jednak może to być złudzenie wywołane liniami pozostałymi po wydruku. Dziób również ma barwę czarną, przedstawiony został jednak jako cieńszy niż na ilustracji Forstera, głowa natomiast wygląda na okrąglejszą. Górną szczękę i żuchwę oddziela żółtozielona linia. Nogi narysowano jako bardziej matowe, ciemniejsze niż u Forstera, czerwonobrązowe. Pazury szare. Tęczówka czerwona.

## Status
IUCN uznaje kureczkę polinezyjską za gatunek wymarły (EX, Extinct). Prace paleontologiczne na wyspie Mangaia (południowe Wyspy Cooka) ujawniły występowanie tam dwóch populacji kureczek, przy czym jedną z nich była wymarła Zapornia rua, zaś drugą kureczka posępna lub jakaś jej odmiana. D.W. Steadman wypytał rdzenną ludność o tajemnicze czarne ptaki. Okazało się, że były im znane pod nazwą moʻo moʻo, zamieszkiwały bagna w środku wyspy i słabo latały. Widywano i słyszano je nieczęsto. Nie wiadomo jednak o tym, by kureczki posępne występowały kiedykolwiek na Mangaia. Być może na Mangaia występowały kureczki polinezyjskie lub, równolegle, dwa różne gatunki. Prawdopodobnie kureczki polinezyjskie były nielotami i wymarły krótko po odkryciu.